# Dev (actor)
Dev (nacido Deepak Adhikari el 25 de diciembre de 1982) es un actor de cine indio, productor, actor, cantante y político. Hizo su debut como actriz en la película de 2006 Agnishapath.. Él es una de las más grandes superestrellas y los actores mejor pagados en el cine bengalí. También es cofundador y copresidente de Jalsha Películas Producción.
Recientemente, Dev ha acogido como el capitán uno de los mayores de baile del reality show de Bengala Danza Bangla Danza, que fue organizada con anterioridad por la leyenda Mithun Chakraborty. Él es ahora también un miembro honorable del Parlamento de la India de la circunscripción Ghatal, como candidato, del partido All India Congreso Trinamool.

## Biografía
Dev nació en Mahisha, un pequeño pueblo cerca Keshpur, al Guru y Mousumi Adhikari. Tiene una hermana, Deepali. Su apodo es Raju. Pasó su infancia viviendo con su tío materno en Chandrakona; después de eso, fue criado en Mumbai. Asistió Purushottam High School, en Bandra, y Bharatiya Universidad Vidyapeeth, en Pune, recibiendo un diploma en Ingeniería Informática por la segunda. Después de recibir su diploma, Dev volvió a Mumbai y comenzó su carrera en el cine como observador en el set de Abbas-Mustan Taarzan: La maravilla de coche. También hizo un curso de actuación en la Academia interino Kishore Namit Kapoor.

## Filmografía
| Título                     | Año  | Rol                    | Dirección               | Notas                                                                                         |
| -------------------------- | ---- | ---------------------- | ----------------------- | --------------------------------------------------------------------------------------------- |
| Agnishapath                | 2006 | Jeet                   | Prabir Nandi            |                                                                                               |
| I Love You                 | 2007 | Rahul                  | Rabi Kinagi             | Remake de Nuvvostanante Nenoddantana which itself was a remake of Maine Pyaar Kiya            |
| Premer Kahini              | 2008 | Akash                  | Rabi Kinagi             | Remake de Mungaru Male, Vinay Rai in Vaana                                                    |
| Chirodini Tumi Je Amar     | 2008 | Unknown                | Raj Chakraborty         | Cameo apariencia in the song "Pant E Tali"                                                    |
| Mon Mane Na                | 2008 | Akash                  | Sujit Guha              | Remake de French Kiss                                                                         |
| Jackpot                    | 2009 | Unknown                | Kaushik Ganguly         | Cameo apariencia in the song "Jibone Ki Pabo Na"                                              |
| Challenge                  | 2009 | Abir                   | Raj Chakraborty         | Remake de Bunny                                                                               |
| Paran Jai Jaliya Re        | 2009 | Raj                    | Rabi Kinagi             | Remake de R Namastey London                                                                   |
| Dujone                     | 2009 | Akash                  | Rajib Biswas            | Remake de Nuvvu Nenu                                                                          |
| Bolo Na Tumi Aamar         | 2010 | Abhishek               | Sujit Mondal            | Remake de Happy                                                                               |
| Le Chakka                  | 2010 | Abir                   | Raj Chakraborty         | Remake de Chennai 600028                                                                      |
| Ekti Tarar Khonje          | 2010 | Himself                | Abhik Mukhopadhyay      | Cameo apariencia                                                                              |
| Dui Prithibi               | 2010 | Shibu                  | Raj Chakraborty         | Remake de Gamyam                                                                              |
| Shedin Dekha Hoyechilo     | 2010 | Abir                   | Sujit Mondal            | Remake de Parugu                                                                              |
| Paglu                      | 2011 | Dev                    | Rajib Biswas            | Remake de Devadasu                                                                            |
| Romeo                      | 2011 | Siddhartha Roy (Sidhu) | Sujit Mondal            | Remake de Konchem Ishtam Konchem Kashtam                                                      |
| Khokababu                  | 2012 | Abir/Khoka             | Shankar Aiyya           | Remake de Dhee                                                                                |
| Paglu 2                    | 2012 | Dev                    | Sujit Mondal            | Remake de R Kandireega                                                                        |
| Challenge 2                | 2012 | Abhiraj Roy            | Raja Chanda             | Remake de R Dookudu                                                                           |
| Bawali Unlimited           | 2012 | Jay                    | Sujit Mondal            | Cameo apariencia                                                                              |
| Khoka 420                  | 2013 | Krish/Krishna          | Rajib Biswas            | Remake de Brindavanam                                                                         |
| Rangbaaz                   | 2013 | Raj                    | Raja Chanda             | Remake de Chirutha                                                                            |
| Chander Pahar              | 2013 | Shankar Roy Chowdhury  | Kamaleshwar Mukherjee   | Adaptación de la novela épica bengalí, Chander Pahar, written by Bibhutibhushan Bandyopadhyay |
| Obhishopto Nighty          | 2014 | Himself                | Birsa Dasgupta          | Cameo apariencia                                                                              |
| Bindaas                    | 2014 | Abhimanyu              | Rajib Biswas            | Remake de Mirchi                                                                              |
| Buno Haansh                | 2014 | Amal                   | Aniruddha Roy Chowdhury |                                                                                               |
| Yoddha: The Warrior        | 2014 | Rudra/Abhi             | Raj Chakraborty         | Remake de Magadheera                                                                          |
| Herogiri                   | 2015 | Shuvo/Raj              | Rabi Kinagi             | Remake de Balupu                                                                              |
| Mahabharat                 | 2015 | Sohrab                 | Kamaleshwar Mukherjee   |                                                                                               |
| Shudhu Tomari Jonyo        | 2015 | Adi                    | Birsha Dasgupta         | Remake de Raja Rani                                                                           |
| Arshinagar                 | 2015 | Rono                   | Aparna Sen              |                                                                                               |
| Kelor Kirti                | 2016 | Guru                   | Raja Chanda             | Charle Chaplin                                                                                |
| Love Express               | 2016 | Laal                   | Rajiv Kumar Biswas      |                                                                                               |
| Zufiqar                    | 2016 | Markac Ali             | Srijit Mukherji         |                                                                                               |
| Dhumketu                   | 2016 |                        | Koushik Ganguly         |                                                                                               |
| Champ                      | 2017 | Shibaji                | Raj Chakraborty         |                                                                                               |
| Cockpit (película bengalí) | 2017 |                        | Kamaleshwar Mukherjee   |                                                                                               |